# Тиоцианат лития
Тиоцианат лития — неорганическое соединение, соль лития и роданистоводородной кислоты с формулой {\displaystyle {\ce {LiSCN}}}, образует бесцветные кристаллы, растворяется в воде.

## Получение
Тиоцианаты получают реакцией элементной серы или полисульфидов с цианидами. Эти реакции позволяют перевести токсичный цианид-ион в гораздо менее опасный тиоцианат-ион
{\displaystyle {\ce {LiCN + S -> LiSCN}}}
В промышленности тиоцианаты щелочных металлов получают взаимодействием растворов соответствующих полисульфидов с коксовым газом, содержащим примеси цианидов; тиоцианат аммония — по реакции аммиака с сероуглеродом.

## Применение
В аналитической химии применяются как реактив на ионы трёхвалентного железа, с которым образуют кроваво-красные тиоцианатные комплексы Fe(III), а также для фотометрического определения некоторых металлов (например, кобальта, железа, висмута, молибдена, вольфрама, рения).
Тиоцианаты применяются в производстве тиомочевины, являются реагентами в процессах крашения и печатании тканей, в аналитической химии (качественный и количественный анализ), как ядохимикаты (инсектициды и фунгициды), стабилизаторы горения взрывчатых веществ, в процессах выделения и разделения редких металлов, для получения органических тиоцианатов. Тиоцианаты ниобия(V) и тантала(V) служат в качестве катализаторов реакции Фриделя-Крафтса.(Неорганические тиоцианаты)
Всё вышеперечисленное относится и к тиоцианату лития.

## Токсичность
Тиоцианаты сравнительно малотоксичны (например, ЛД50 для NaSCN составляет 370 мг/кг), однако способны раздражать кожу, поражать щитовидную железу, почки и вызывать ксантопсию. Токсичность тиоцианатов тяжёлых металлов в основном определяется ядовитостью ионов металлов, а не тиоцианат-иона.
Тиоцианаты найдены в живых организмах: в слюне и желудочном соке животных, соке лука Allium cepa и корнях некоторых растений.

## Схожие соединения
- Тиоцианат магния
- Тиоцианат неодима(III)

## Физические свойства
Тиоцианат лития образует бесцветные кристаллы, хорошо растворяется в воде. Образует кристаллогидраты состава LiSCN•n H2O, где n = 2, 3 и 5.
Хорошая растворимость объясняется с помощью принципа жёстких и мягких кислот и оснований. Ион лития, по данному принципу, есть жёсткая кислота, в то время, как тиоционат-ион есть мягкое основание. Соли, состоящие из пары жёсткий-мягкий, обладают большой растворимостью.

## Химические свойства
Химические свойства тиоцианата лития подобны свойствам других тиоцианатов щелочных металлов.